# Когам (Атырауская область)
Когам (каз. Қоғам) — село в Кзылкогинском районе Атырауской области Казахстана. Входит в состав Тасшагильского сельского округа. Код КАТО — 234855200.

## Население
В 1999 году население села составляло 273 человека (144 мужчины и 129 женщин). По данным переписи 2009 года, в селе проживало 311 человек (164 мужчины и 147 женщин).